# 番茄天蛾
番茄天蛾（學名：Manduca quinquemaculata），又名五點天蛾，是天蛾科的一种啡灰色的蛾物種，在美洲大陆大部分地区可见。它的幼蟲是花園的主要蟲害。
番茄天蛾很容易与烟草天蛾（Manduca sexta）混淆。两者长相相似，且属于同一属。其幼虫都以茄科植物的叶子为食，特別是同時也在番茄及煙草的葉上發現。番茄天蛾则有8个V形图案，而烟草天蛾两侧有7对斜线。此外，兩者幼蟲在背上的角的顏色也不同：番茄天蛾幼蟲的角是黑色，但煙草天蛾幼蟲的角是紅色的。此外，番茄天蛾腹部上的五個點也是其標記。

## 生活範圍
番茄天蛾可在北美洲的整個美國本土與墨西哥西北部，甚至有時在加拿大南部亦有發現。然而，牠們很少在美洲大平原及美國的東南部發現。

### 圖庫

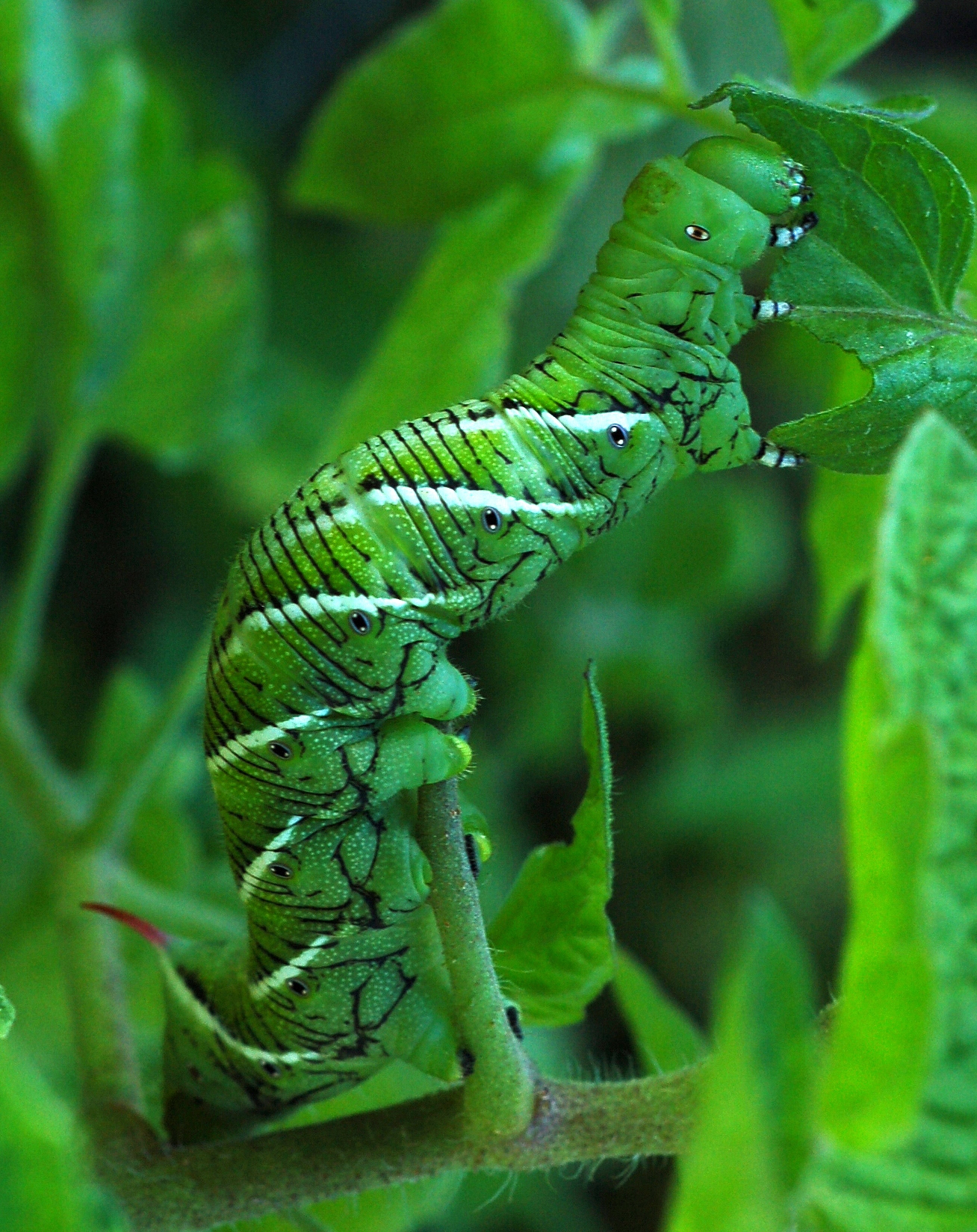
Tobacco hornworm caterpillar
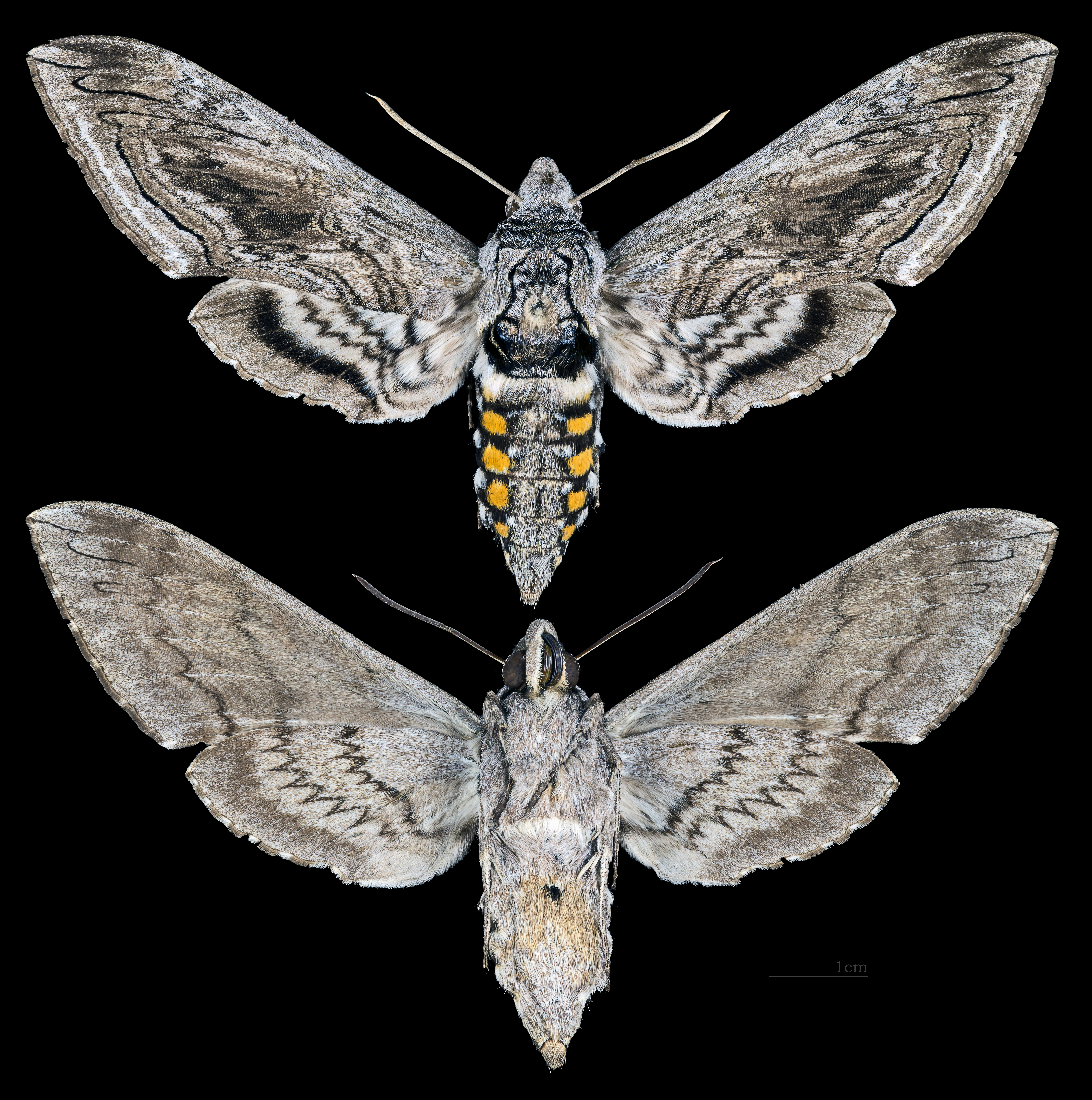
Manduca quinquemaculata 女性
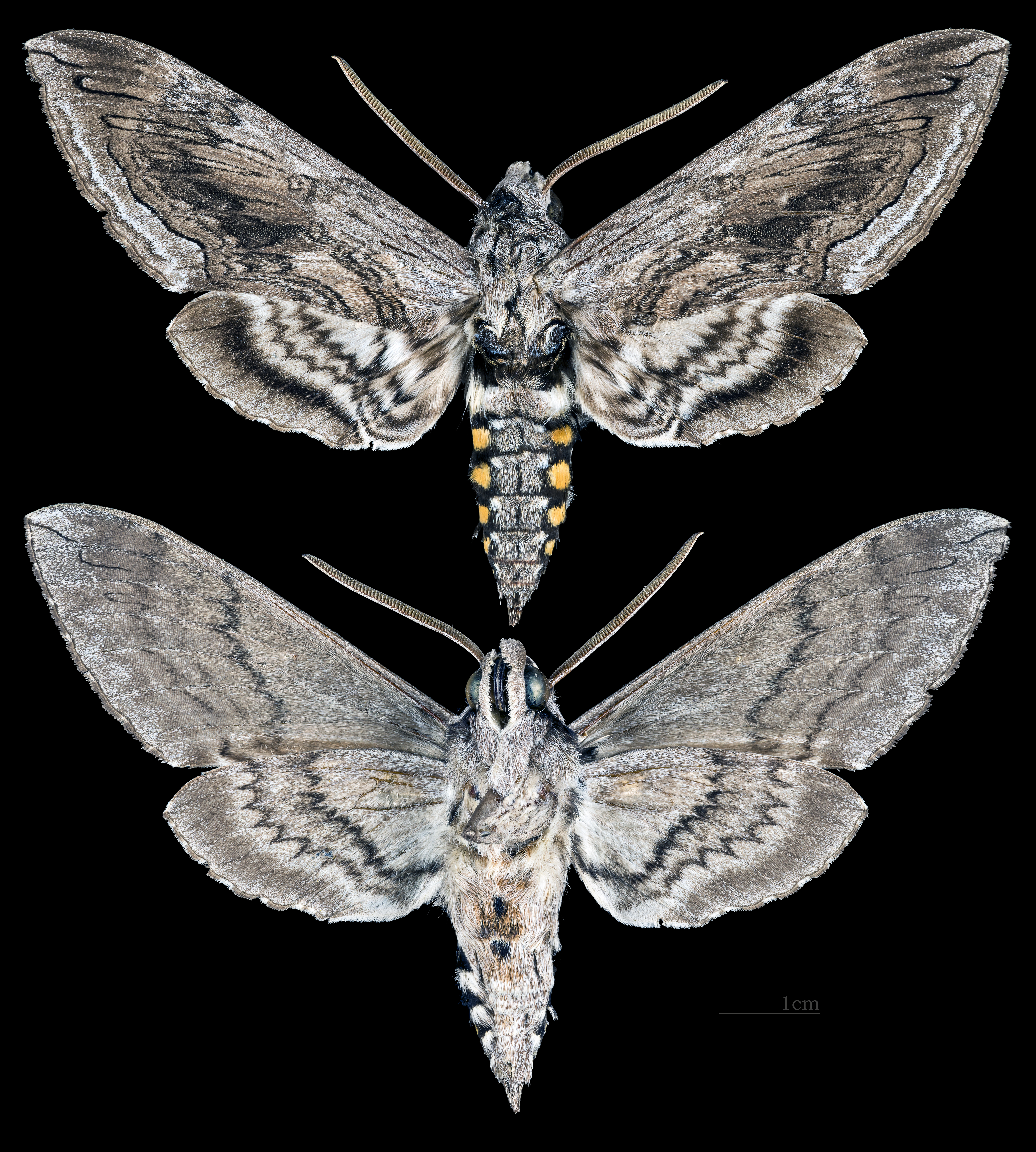
Manduca quinquemaculata 成年男性
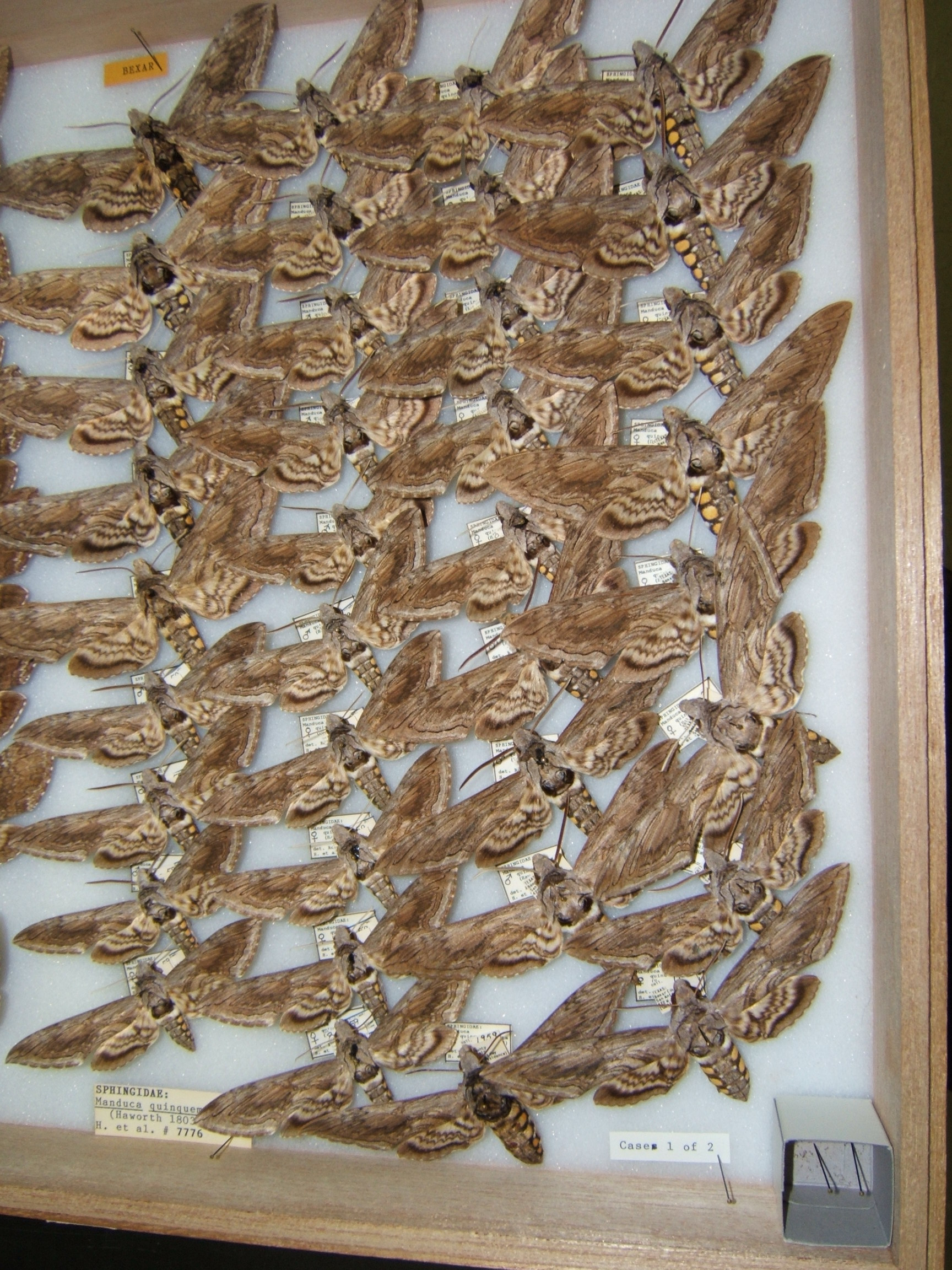
Manduca quinquemaculata diversity
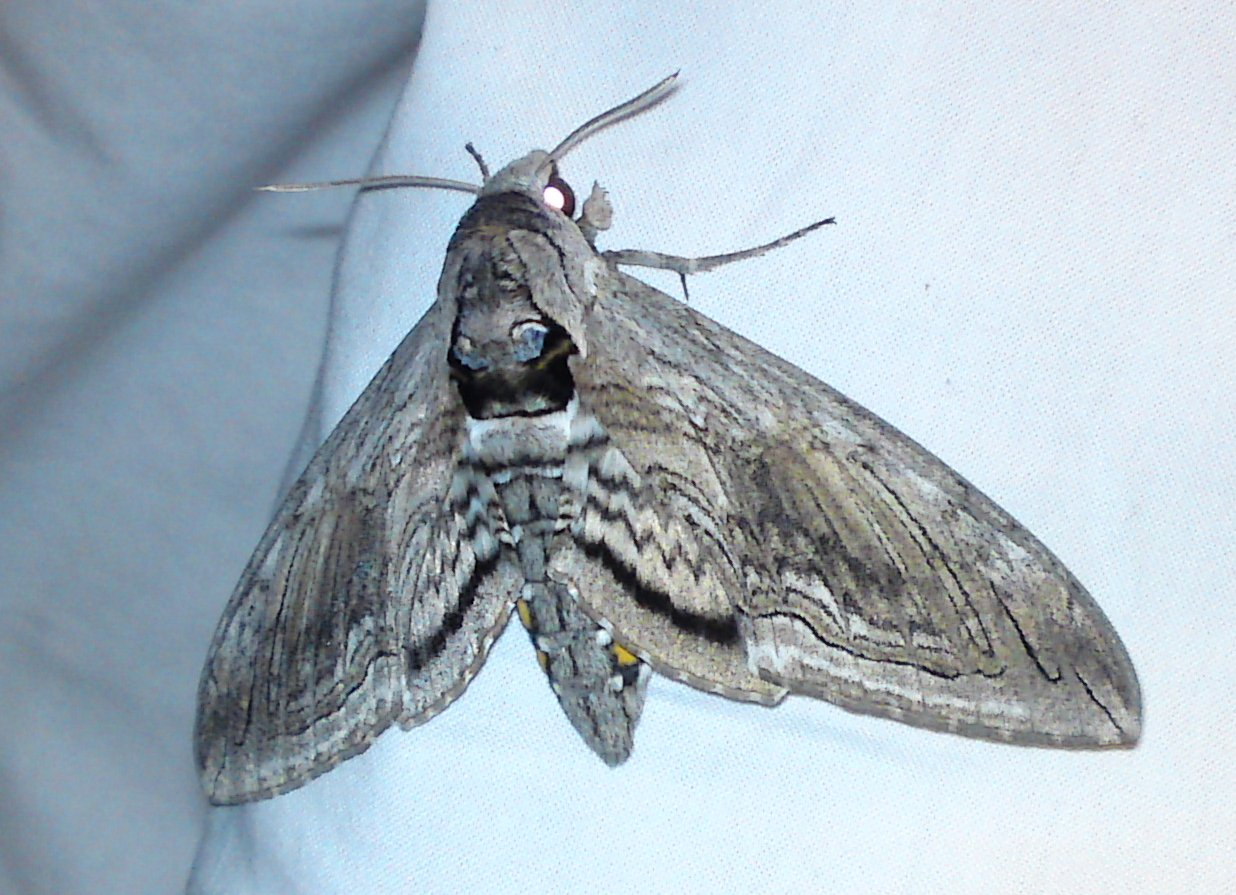
Live Manduca quinquemaculata
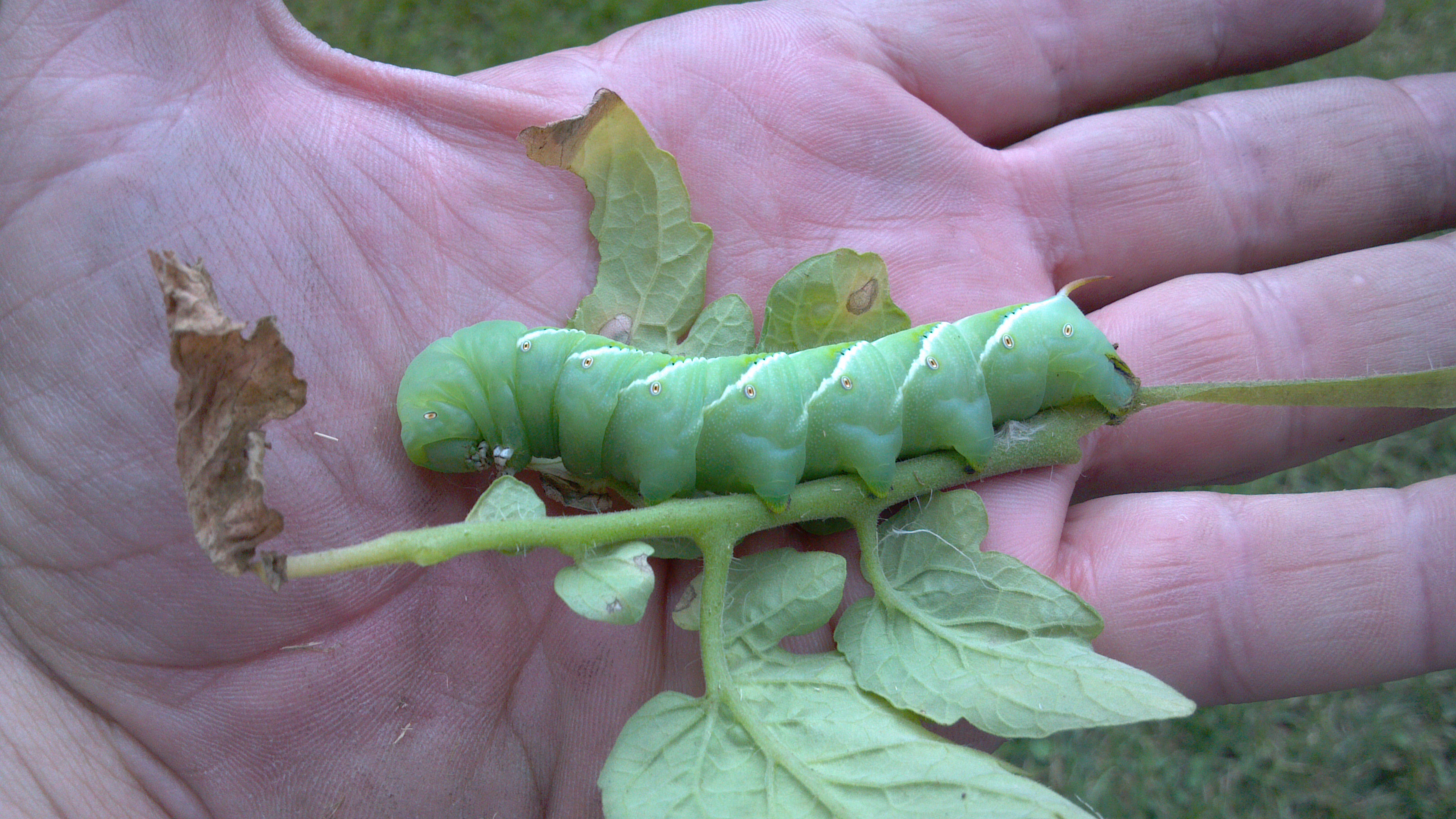
Taken from tomato plant

## 外部連結
- 維基物種上的相關：番茄天蛾
- The Tomato Hornworms （页面存档备份，存于） Colorado State University Cooperative Extension, Denver County
- Manduca quinquemaculata, Butterflies and Moths of North America
- tomato hornworm（页面存档备份，存于） on the UF / IFAS Featured Creatures Web site